# Döblinger Gymnasium
El Gimnasio de Döblinger es una escuela pública de educación secundaria situada en Viena. La escuela fue fundada el 16 de septiembre de 1885. Entre los muchos graduados en esta escuela, destacan dos premios nobel. La escuela hoy en día se apoya en cuatro pilares básicos y fundamentales, entre los que se destaca la formación en diferentes lenguas. Estos pilares incluyen: Seis años de enseñanza en la lengua del latín, y cuatro años en la lengua francesa. Profundidad en la cultura histórica, política y filosófica. Profundizado en el conocimiento básico científico y sus diferentes ramas, y por último el cultivo del pensamiento y el habla.
Una característica de la escuela Döblinger es su reducido número de estudiantes (en comparación con escuelas de este tipo) y el reducido número de clases con las que esta contaba. En el año académico 2012/2013 un estudiante ganó el Premio Federal de las competencias químicas.

## Premios
Entre los premios podemos destacar: 2014 -Premio León Zelman.

## Estudiantes conocidos
- Peter Alexander(1926-2011)
- Peter F. Drucker (1901 - 2005)
- Alexander Wrabetz
- Erich Hula
- Gerhart B. Ladner (1905–1993)
- Heinz Kohut (1913–1981)
- Herbert Krejci (1922–2016)
- Karl Menger (1902–1985)
- Richard Kuhn (1900–1967)
- Wolfgang Pauli (1900–1958)
- Wolfgang Schütz

## Literatura
- "125 años en la escuela Döblinger". Historia conmemorativa desde 1885 hasta 2010.
- "Por favor no lo ejecutarán". Peter Alexander.

## Enlaces Web
- Wikimedia Commons alberga una categoría multimedia sobre Döblinger Gymnasium.
- Offizielle Homepage der Schule

- Datos: Q15109969
- Multimedia: Bundesgymnasium Döbling / Q15109969